# Kannadské písmo
Kannadské písmo se používá k zápisu jihoindického jazyka kannadština (kannada, kanarština). Jedná se o slabičné písmo, které bylo vytvořeno, podobně jako většina indických písem, na základě historického písma brāhmī. Kannadské písmo nerozlišuje velká a malá písmena. Používá se ho i pro zápis jazyků tulu, konkánština a kodava.

## Kannadské hlásky
Kannadština má 15 samohlásek, z toho 11 základních (a, ā, i, ī, u, ū, e, ē, o, ō, slabikotvorné :r), 2 dvojhlásky (ay, aw) a 2 polohlásky (:μ, :ħ), a 36 souhlásek (k, kh, g, gh, ng, č, čh, dž, džh, ň, T, Th, D, Dh, N, t, th, d, dh, n, p, ph, b, bh, m, y, r, l, w, L, ŝ, ś, s, h).

### Vzhled kannadských hlásek
Souhlásky
| ಕ  | ಖ   | ಗ   | ಘ    | ಙ   |
| ka | kha | ga  | gha  | nga |
| ಚ  | ಛ   | ಜ   | ಝ    | ಞ   |
| ča | čha | dža | džha | ña  |
| ಟ  | ಠ   | ಡ   | ಢ    | ಣ   |
| Ta | Tha | Da  | Dha  | Na  |
| ತ  | ಥ   | ದ   | ಧ    | ನ   |
| ta | tha | da  | dha  | na  |
| ಪ  | ಫ   | ಬ   | ಭ    | ಮ   |
| pa | pha | ba  | bha  | ma  |
| ಯ  | ರ   | ಲ   | ವ    | ಳ   |
| ya | ra  | la  | wa   | la  |
| ಶ  | ಷ   | ಸ   | ಹ    |     |
| ŝa | śa  | sa  | ha   |     |

Samohlásky a dvojhlásky
| ಅ | a  | ಕ | ka  |
| ಆ | ā  | ಕಾ | kā  |
| ಇ | i  | ಕಿ | ki  |
| ಈ | ī  | ಕೀ | kī  |
| ಉ | u  | ಕು | ku  |
| ಊ | ū  | ಕೂ | kū  |
| ಋ | :r | ಕೃ | k:r |
| ಎ | e  | ಕೆ | ke  |
| ಏ | ē  | ಕೇ | kē  |
| ಐ | ay | ಕೈ | kay |
| ಒ | o  | ಕೊ | ko  |
| ಓ | ō  | ಕೋ | kō  |
| ಔ | aw | ಕೌ | kaw |

Polohlásky
| ಂ | :μ | ಕಂ | ka:μ |
| ಃ | :ħ | ಕಃ | ka:ħ |

### Způsob zápisu
Při zápisu kannadštiny se souhlásky spojují se samohláskou tak, že výsledný grafém tvoří slabiku (~ka~, ~nu~, ~be~, ~dhī~ aj.). Pro tento účel má každé písmeno kannadské abecedy formu zápisu jako základní tvar a jako spřežkový znak.
Příklad:	ka – ಕ; nu – ನು; be – ಬೆ; dhī – ಧೀ; rma – ರ್ಮ; TTe – ಟ್ಟೆ; a – ಅ; aw – ಔ; ō – ಓ

### Základní tvar samohlásek
Základní tvar samohlásek se používá na počátku slova, když samohláska stojí sama o sobě jako slabika (stejně jako v češtině), nebo pokud stojí jako samostatné písmeno.
Příklad:	a – ಅ; aw – ಔ; ō – ಓ; i – ಇ; ay – ಐ; ū – ಊ; e – ಎ

### Základní tvar souhlásek
Základní tvar souhlásek odpovídá slabice se spřežkovým znakem samohlásky a (např. ka~, na~, śa~ apod.).
Pro zápis samostatné souhlásky (nevokalizované, tj. bez samohlásky) se k základnímu tvaru souhlásky připojí zvláštní diakritický znak zvaný halant (್).
Příklad:	ka – ಕ; kaw – ಕೌ; rō – ರೋ; ri – ರಿ; say – ಸೈ; sū – ಸೂ; k – ಕ್; r – ರ್; s – ಸ್

### Spřežkový znak samohlásek
Spřežkový znak samohlásek se používá při kombinaci samohlásky se souhláskou a připojuje se přímo k základnímu tvaru souhlásky.
Příklad:	ka – ಕ; kaw – ಕೌ (ೌ); rō – ರೋ (ೋ); ri – ರಿ (ಿ); say – ಸೈ(ೈ);

### Spřežkový znak souhlásek
Diakritický znak souhlásek se používá při kombinaci více souhlásek v rámci slabiky (např. ~DDa~, ~snē~, ~thmī~, ~kšmi~, ~štra~ aj.) V takovém případě se samohláskový znak spojuje se základním tvarem první souhlásky slabiky, spřežkové znaky ostatních souhlásek ve slabice se píší vpravo dole hlavního slabičného grafému.
Příklad:	DDa – ಡ್ಡ; snē – ಸ್ನೇ; thmī – ಥ್ಮೂ; kšmi – ಕ್ಷ್ಮಿ; štra – ಷ್ತ್ರ

### Zápis souhlásky r
Výjimku tvoří souhláska r, která má dva způsoby psaní spřežkového znaku.
V základním tvaru se píše pouze pokud se vyskytuje jako jediná souhláska ve slabice.
První způsob psaní spřežkového znaku r se použije pravidelně, tj. pokud souhláska stojí jako druhá (či další) souhláska slabiky. Vyskytne-li se však r jako první (náslovná) souhláska ve slabice s více souhláskami (souhlásková spřežka), píše se v základním tvaru se samohláskovým diakritickým znakem druhá souhláska slabiky, po které následuje hláska r zapsaná zvláštním spřežkovým znakem zvaným arka.
Příklad:	ra – ರ; rra – ರ್ರ; ča-kra – ಚಕ್ರ; dha-rma – ಧರ್ಮ; sū-rya – ಸೂರ್ಯ

### Doplňkové polohlásky :μ a :ħ
Mezi samohlásky se v kannadštině řadí i polohlásky :μ (tzv. anusvára) a :ħ (tzv. visarga), které se zapisují pouze jedním (základním) tvarem.
Příklad:	ru:μ – ರುಂ; ā:μ-gla – ಆಂಗ್ಲ; du:ħ-kha – ದುಃಖ; pu-na:ħ – ಪುನಃ

## Výslovnost
[bude doplněno]